# ガブリエル・ボルトレト
ガブリエル・ローレンゾ・ボルトレート・オリベイラ（Gabriel Lourenzo Bortoleto Oliveira, ポルトガル語発音: [ɡa.bɾiˈɛw boʁ.tuˈlɛ.tu o.liˈve(j).ɾɐ] 2004年10月14日 - ）は、ブラジル・サンパウロ出身のレーシングドライバー。
マスメディアによっては、「ガブリエル・ボルトレト」と表記される。

## 経歴

### カート
2012年、ボルトレトは母国ブラジルの「南ブラジルカート選手権」へエントリーしてキャリアをスタートさせる。2019年までカートを続け、最も成功したシーズンは2018年であった。「FIA カート・ヨーロピアン選手権」と「FIA カート世界選手権」のOK・ジュニアクラスでそれぞれ総合3位を記録。「WSK・スーパー・マスター・シリーズ」「トロフェオ・アンドレア・マルグッティ・トロフィー」では総合2位の成績を収めている。

### ジュニア・フォーミュラ
2020年、ボルトレトは「イタリアF4選手権」へ出場しフォーミュラカーレースデビューを果たした。プレマ・パワーチームでセバスチャン・モントーヤ、ガブリエレ・ミニ、ディーノ・ベガノヴィッチがチームメイトとなる。第4戦（ムジェロ）・レース1にて初表彰台（2位）を獲得。続くレース2では初優勝を飾った。次戦（モンツァ）も2度の表彰台を獲得する。総合5位（157ポイント）でシーズンを終えた。ルーキーズ・チャンピオンシップの順位は4位となる。

### フォーミュラ・リージョナル・ヨーロピアン・チャンピオンシップ

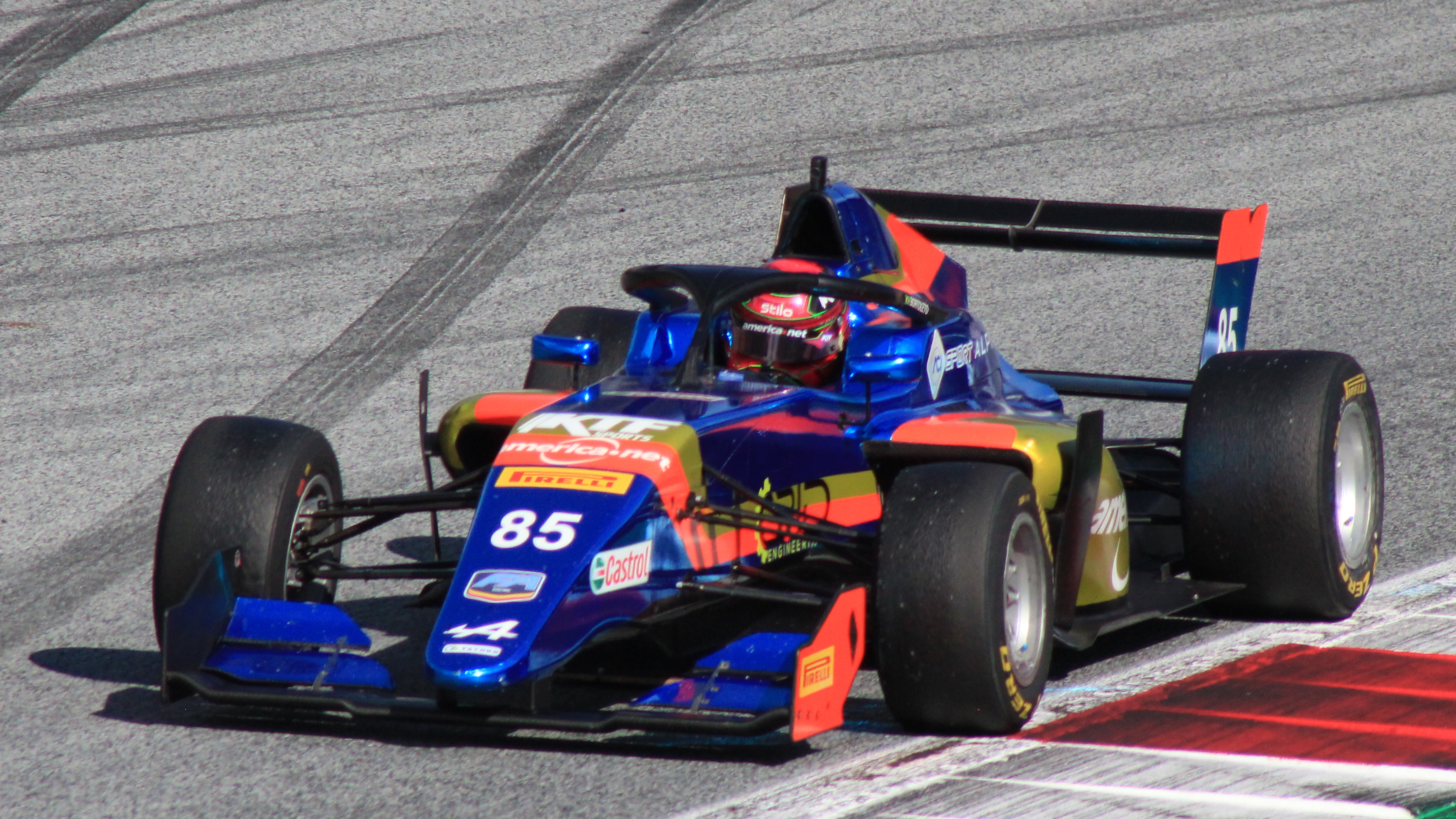
レッドブル・リンクで走行するボルトレト。
フォーミュラ・リージョナル・ヨーロピアン・チャンピオンシップ時代（2021年）

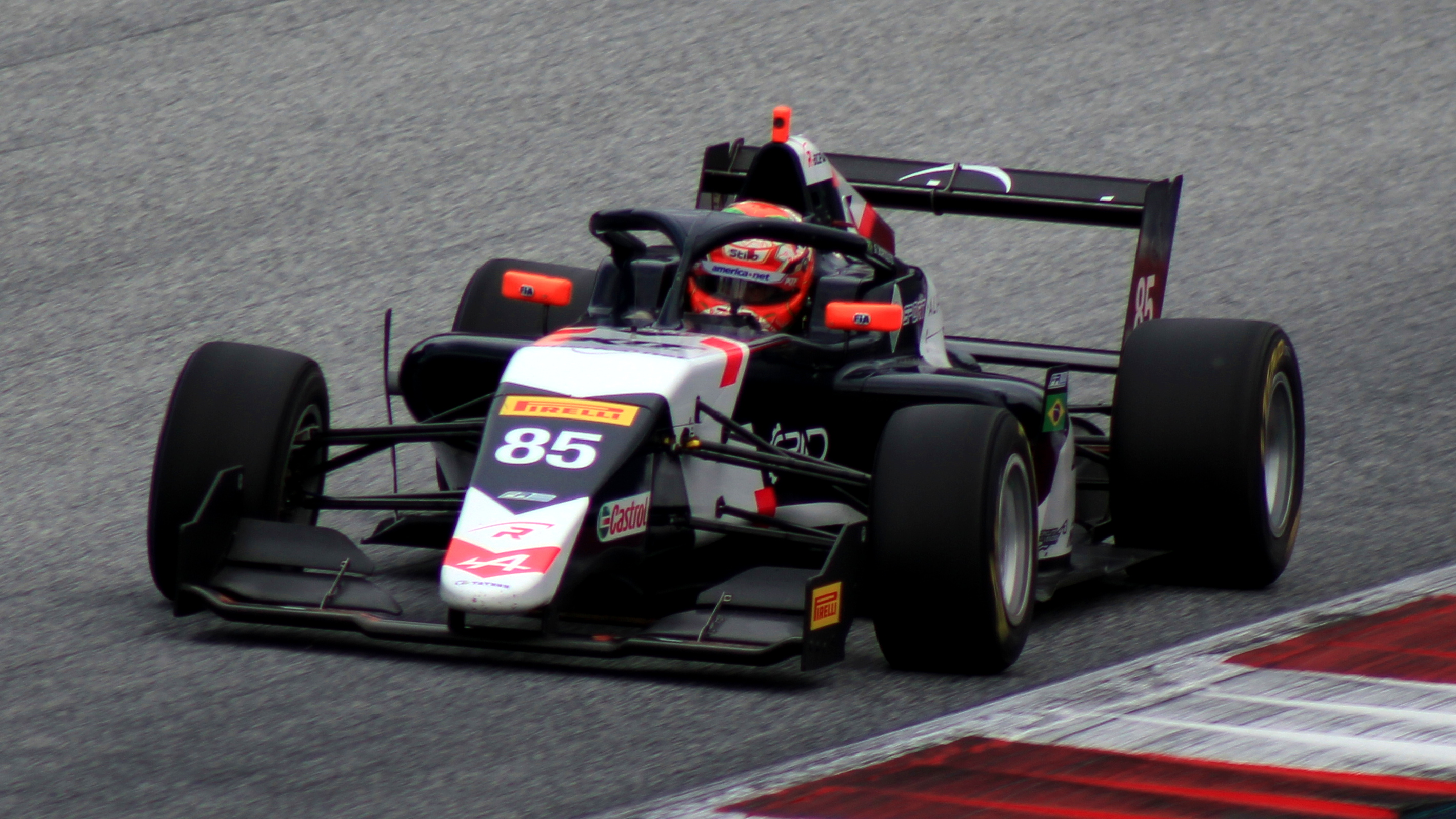
レッドブル・リンクで走行するボルトレト。
フォーミュラ・リージョナル・ヨーロピアン・チャンピオンシップ時代（2022年）

2021年3月、FA・レーシングから「フォーミュラ・リージョナル・ヨーロピアン・チャンピオンシップ」へ参戦することを発表。デビューレースとなる開幕戦（イモラ）・レース1で9位入賞を果たした。

### FIA フォーミュラ3選手権

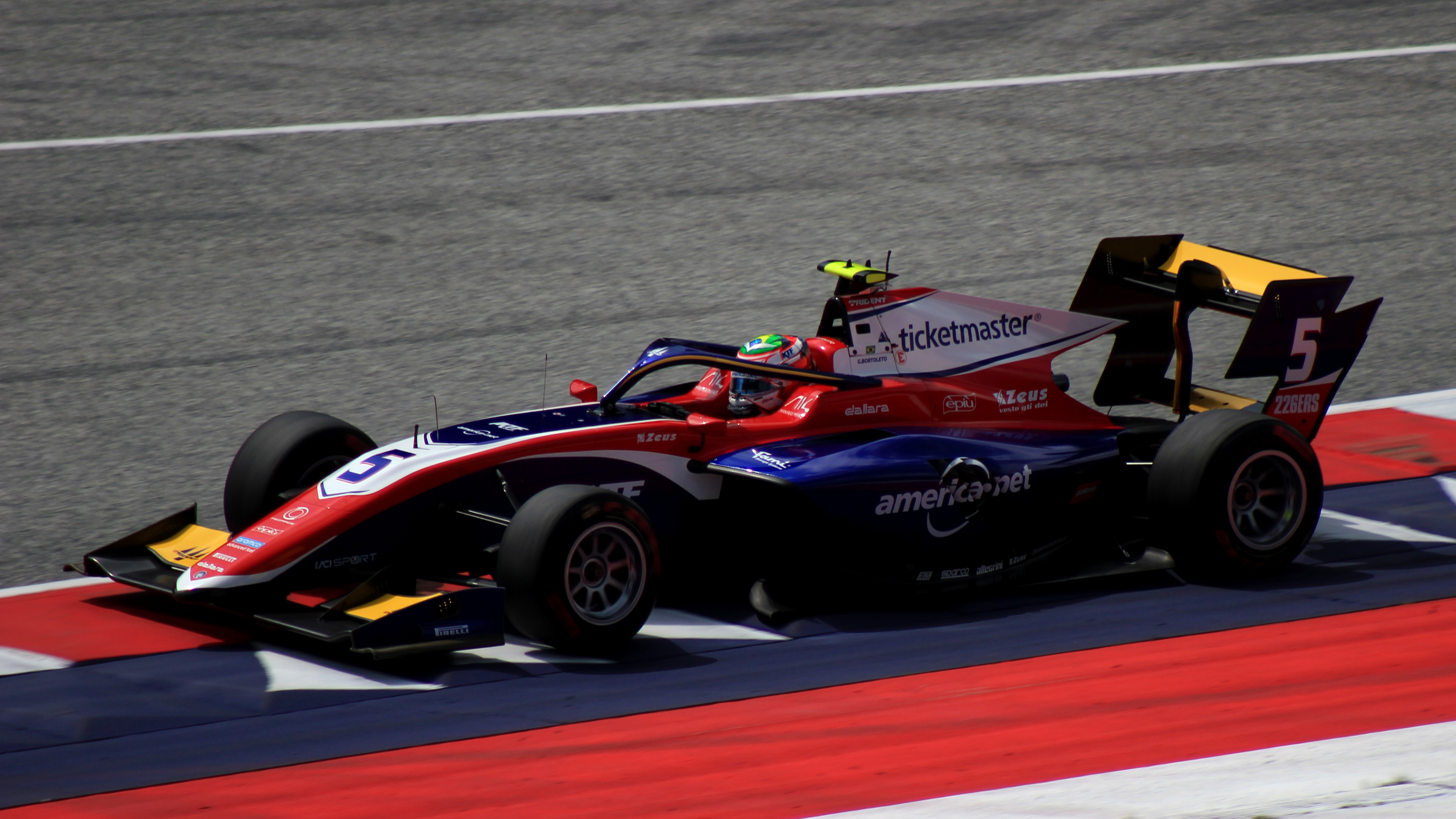
ダラーラ・F3 2019をドライブするボルトレト。
FIA フォーミュラ3選手権時代（2023年）

2022年9月末、ボルトレトはヘレスで行われた「FIA フォーミュラ3選手権」のポストシーズンテストへ参加した。トライデントから出走し、オリバー・ゲーテ、レオナルド・フォルナロリと共にテストを進めた。その後トライデントのレースドライバーとして契約合意した。
開幕戦（バーレーン）・スプリントレースにてラファエル・ヴィラゴメスと接触しペナルティを受けたためポイント圏外へ落ちる。続くフィーチャーレースは2位でフィニッシュする。しかし首位のガブリエレ・ミニがタイムペナルティを加算されたため繰り上がりで初優勝となった。第2戦（アルバート・パーク）は予選にて初のポールポジションを獲得、フィーチャーレースでそのままトップチェッカーを受け2戦連続の勝利を飾った。優勝はこの2勝にとどまったが、その後4度の2位表彰台を獲得した。
第8戦（スパ・フランコルシャン）では、シーズン初の無得点ラウンドとなってしまう。2位と38ポイントのリードを持って迎えた最終戦（モンツァ）では、ランキング2位のポール・アロンと3位ペペ・マルティがポールポジションを逃し両者がボルトレトを上回ることが不可能となったため参戦初年度にして初のタイトル獲得が確定した。

### FIA フォーミュラ2選手権

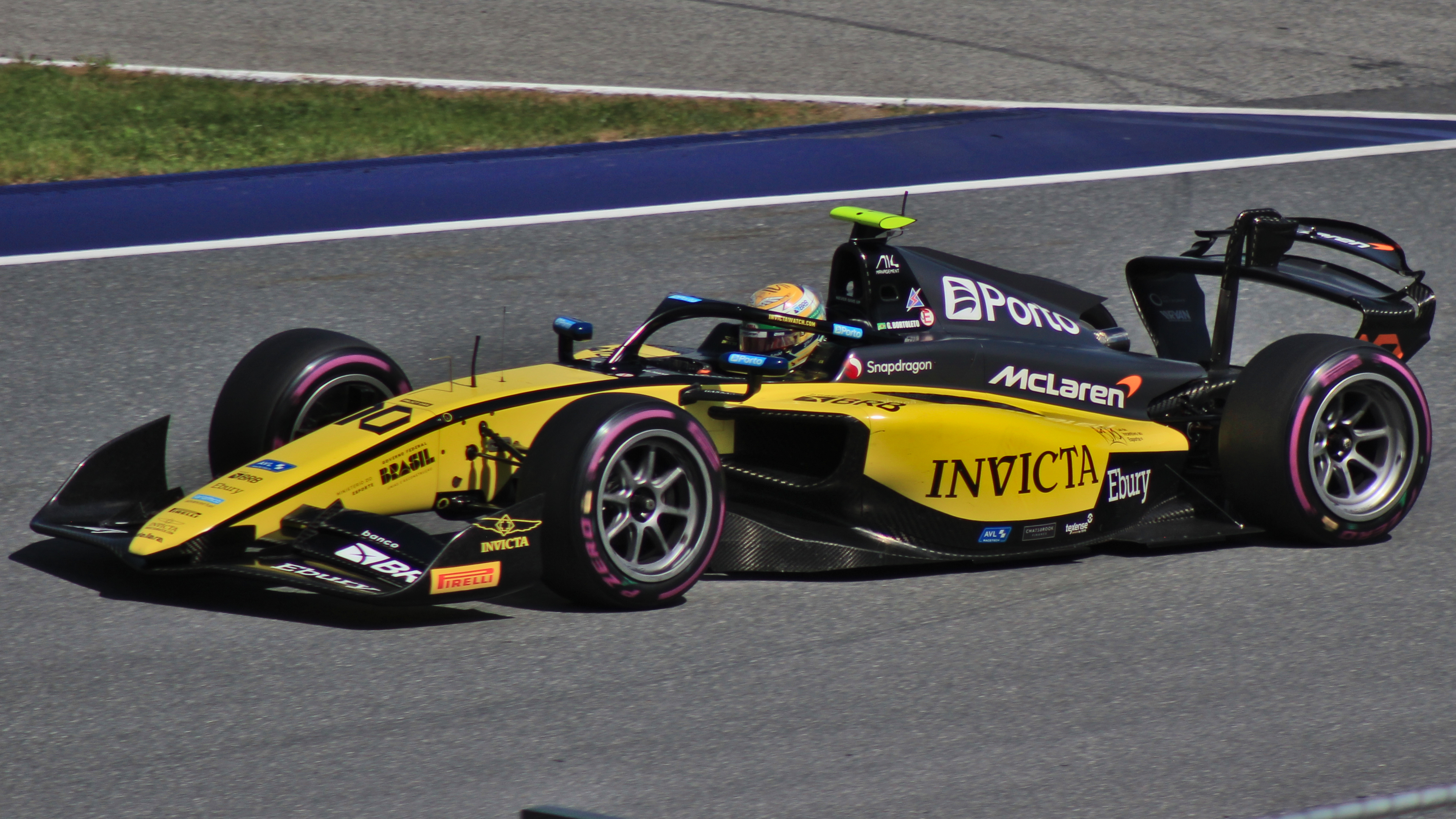
ダラーラ・F2 2024をドライブするボルトレト。
FIA フォーミュラ2選手権時代（2024年）

2024年、インビクタ・レーシングより「FIA フォーミュラ2選手権」へ参戦する。チームメイトは、アルピーヌ・アカデミー所属のクッシュ・マイニ。
開幕戦（バーレーン）は予選2番グリッドを獲得する。ポールポジションを獲得したチームメイトのマイニは技術規則違反で予選失格処分が下り、繰り上げでボルトレトの初出場での初ポールが確定した。スプリントレースは他車との接触があったが6位でフィニッシュする。続くフィーチャーレースはポールから順位を落とし5位でレースを終えた。第2戦（ジッダ）は予選15位。スプリントレースは10位で終え、フィーチャーレースは1周目にてドライブシャフトのトラブルでリタイアを喫した。
第3戦（アルバート・パーク）は予選9番手。スプリントレースはピットレーン出口での接触事故に巻き込まれレースを終える。続くフィーチャーレースも上手くいかず6周目に油圧系トラブルによりリタイアとなった。第4戦（イモラ）は自身2回目のポールを獲得。スプリントレースでは6位入賞を果たし、開幕戦以来のポイントを獲得した。フィーチャーレースはスタートで4番手まで順位を落とすが、ピットストップのタイミングで2位へ浮上した。その後首位を走るアイザック・ハジャーを猛追、コンマ5秒の差で敗れたものの「FIA F2」自身初の2位表彰台を獲得した。
第5戦（モナコ）では2戦連続の予選9番グリッドに着く。スプリントレースは2位でチェッカーを受け2レース連続の表彰台登壇となった。フィーチャーレースは8位で終える。第6戦（カタロニア）は、予選4番手で通過しスプリントレースを5位で終える。フィーチャーレースは7位でレースを終えたが、チームメイトのマイニとの接触でペナルティを受け10位まで降格となった。
第7戦（レッドブル・リンク）は予選3番グリッドを獲得。スプリントレースは4位でレースを終える。フィーチャーレースでは徐々に順位を上げ首位に立つとそのままチェッカーを受け「FIA F2」初優勝を飾った。7戦終了した地点で85ポイントを獲得し、ランキング3位へ浮上した。
第8戦（シルバーストン・サーキット）は予選6番手。スプリントレースではチームメイトのマイニとの3位争いを制した。しかしコース外でオーバーテイクしたとして5秒加算ペナルティを受け4位へ後退した。フィーチャーレースは変わって静かな展開となり6位入賞でレースを終える。
第9戦（ハンガロリンク）は予選4番手で通過。スプリントレースはタイヤの摩耗により順位を下げ16位となりノーポイントで終える。フィーチャーレースでは順位をキープし4位となった。次戦（スパ・フランコルシャン）はフロントローを獲得する。スプリントレースは豪雨の影響により短縮された。10位でフィニッシュしたため無得点となる。フィーチャーレースではランキング首位のアイザック・ハジャーの後塵を拝し、オーバーテイクすることができず2位でレースを終えた。ランキング2位のポール・アロンが最終ラップでリタイアしたためボルトレトはランキング2位へ浮上した。
第11戦（モンツァ）予選はクラッシュを喫しタイムアタックをすることができなかった。レースでは最後尾から出走することとなる。スプリントレースではデニス・ハウガーと同着の8位でフィニッシュした。同着の場合規定によりポイントを分け合うことになるため1ポイントの半分となる0.5ポイントを獲得した。フィーチャーレースではセーフティカーの影響も相まって最後尾からの逆転優勝を果たした。
第12戦（バクー）ではスプリントレースを5位、フィーチャーレースは4位入賞という結果になった。ランキング首位のハジャーは2レース共にノーポイントに終わったため、ボルトレトがドライバーズランキング首位へ立った。

## フォーミュラ1
2022年9月、2度のF1ドライバーズチャンピオンであるフェルナンド・アロンソが所属するドライバーマネジメント会社「A14」へ加入する。「FIA F3」でタイトルを獲得したボルトレトは2023年10月、「マクラーレン・ドライバー・デベロップメント・プログラム」へ加入する。後にレッドブル・リンクでマクラーレン・MCL36に乗り込みテスト走行を行った。

### ザウバー（2025年）
最初のF1テストを終えた頃、ザウバー・モータースポーツのCOO兼CTOであるマッティア・ビノットはアウディによるチーム買収に先立ち2025年のザウバーF1のレースドライバー候補としてボルトレトをマークしていた。
そして2024年11月6日、ボルトレトがニコ・ヒュルケンベルグのチームメイトとしてザウバーF1へ加入することを正式発表した。契約は複数年契約である模様。ドライバーが前年のバルテリ・ボッタス、周冠宇コンビから一新される形となった。ブラジル人F1ドライバーとしては2020年のピエトロ・フィッティパルディ以来5年ぶり、レギュラードライバーとしては2017年のフェリペ・マッサ以来8年ぶりとなる。

## レース戦績

### 略歴
| 年   | シリーズ                                                               | チーム                             | レース           | 勝利             | PP               | FL               | 表彰台           | ポイント         | 順位             |
| ---- | ---------------------------------------------------------------------- | ---------------------------------- | ---------------- | ---------------- | ---------------- | ---------------- | ---------------- | ---------------- | ---------------- |
| 2020 | イタリア・F4選手権（英語版）                                           | プレマ・パワーチーム               | 20               | 1                | 4                | 1                | 5                | 157              | 5位              |
| 2021 | フォーミュラ・リージョナル・ヨーロピアン・チャンピオンシップ（英語版） | FA・レーシング・バイ・MP（英語版） | 20               | 0                | 0                | 0                | 1                | 44               | 15位             |
| 2021 | ストックカー・ライト・ブラジル                                         | KTF・レーシング                    | 4                | 1                | 1                | 0                | 1                | 60               | 13位             |
| 2022 | フォーミュラ・リージョナル・アジアン・チャンピオンシップ（英語版）     | 3Y・バイ・R-ace GP（英語版）       | 6                | 1                | 0                | 0                | 1                | 46               | 14位             |
| 2022 | フォーミュラ・リージョナル・ヨーロピアン・チャンピオンシップ           | R-ace GP                           | 20               | 2                | 2                | 1                | 5                | 176              | 6位              |
| 2022 | ストックカー・ブラジル                                                 | KTF・スポーツ                      | 1                | 0                | 0                | 0                | 0                | 0                | NC†              |
| 2023 | FIA フォーミュラ3選手権（英語版）                                      | トライデント（英語版）             | 18               | 2                | 1                | 3                | 6                | 164              | 1位              |
| 2024 | FIA フォーミュラ2選手権（英語版）                                      | インビクタ・レーシング（英語版）   | 28               | 2                | 2                | 2                | 8                | 214.5            | 1位              |
| 2024 | フォーミュラ1                                                          | マクラーレンF1チーム               | テストドライバー | テストドライバー | テストドライバー | テストドライバー | テストドライバー | テストドライバー | テストドライバー |
| 2025 | フォーミュラ1                                                          | ステークF1チーム・キック・ザウバー | 14               | 0                | 0                | 0                | 0                | 14*              | 17位*            |

- † : ゲストドライバーとしての出走であるため、ポイントは加算されない。
- * : 現状の今シーズン順位。

### イタリア・F4選手権
| 年                | チーム               | 1       | 2       | 3        | 4        | 5        | 6          | 7       | 8       | 9        | 10      | 11      | 12    | 13        | 14      | 15      | 16         | 17       | 18       | 19      | 20      | 21      | 順位 | ポイント |
| ----------------- | -------------------- | ------- | ------- | -------- | -------- | -------- | ---------- | ------- | ------- | -------- | ------- | ------- | ----- | --------- | ------- | ------- | ---------- | -------- | -------- | ------- | ------- | ------- | ---- | -------- |
| 2020年 （英語版） | プレマ・パワーチーム | MIS 1 7 | MIS 2 7 | MIS 3 11 | IMO1 1 8 | IMO1 2 7 | IMO1 3 Ret | RBR 1 7 | RBR 2 7 | RBR 3 13 | MUG 1 2 | MUG 2 1 | MUG 3 | MNZ 1 18† | MNZ 2 3 | MNZ 3 2 | IMO2 1 Ret | IMO2 2 8 | IMO2 3 8 | VLL 1 4 | VLL 2 C | VLL 3 4 | 5位  | 157      |

- 太字はポールポジション、斜字はファステストラップ。(key)
- † : リタイアだが、90%以上の距離を走行したため規定により完走扱い。

### フォーミュラ・リージョナル・ヨーロピアン・チャンピオンシップ
| 年                | チーム                              | 1       | 2        | 3        | 4        | 5        | 6        | 7        | 8        | 9         | 10       | 11       | 12       | 13       | 14      | 15       | 16      | 17      | 18      | 19        | 20       | DC   | ポイント |
| ----------------- | ----------------------------------- | ------- | -------- | -------- | -------- | -------- | -------- | -------- | -------- | --------- | -------- | -------- | -------- | -------- | ------- | -------- | ------- | ------- | ------- | --------- | -------- | ---- | -------- |
| 2021年 （英語版） | FA・レーシング・バイ・MP （英語版） | IMO 1 9 | IMO 2 11 | CAT 1 23 | CAT 2 22 | MON 1 23 | MON 2 21 | LEC 1 18 | LEC 2 28 | ZAN 1 17  | ZAN 2 18 | SPA 1 28 | SPA 2 12 | RBR 1 7  | RBR 2   | VAL 1 11 | VAL 2 9 | MUG 1 6 | MUG 2 8 | MNZ 1 8   | MNZ 2 28 | 15位 | 44       |
| 2022年 （英語版） | R-ace GP （英語版）                 | MNZ 1 6 | MNZ 2 9  | IMO 1 7  | IMO 2 3  | MON 1 6  | MON 2 5  | LEC 1 4  | LEC 2 5  | ZAN 1 Ret | ZAN 2 8  | HUN 1 9  | HUN 2 3  | SPA 1 14 | SPA 2 1 | RBR 1 15 | RBR 2 5 | CAT 1 7 | CAT 2 1 | MUG 1 Ret | MUG 2    | 6位  | 176      |

- 太字はポールポジション、斜字はファステストラップ。(key)

### ストックカー・ブラジル
| 年                | チーム        | 車両               | 1        | 2     | 3     | 4     | 5     | 6     | 7     | 8     | 9     | 10    | 11    | 12    | 13    | 14    | 15    | 16    | 17    | 18    | 19    | 20    | 21    | 22    | 23    | ランク | ポイント |
| ----------------- | ------------- | ------------------ | -------- | ----- | ----- | ----- | ----- | ----- | ----- | ----- | ----- | ----- | ----- | ----- | ----- | ----- | ----- | ----- | ----- | ----- | ----- | ----- | ----- | ----- | ----- | ------ | -------- |
| 2022年 （英語版） | KTF・スポーツ | シボレー・クルーズ | INT 1 22 | GOI 1 | GOI 2 | VCA 1 | VCA 2 | RIO 1 | RIO 2 | BRA 1 | BRA 2 | BRA 1 | BRA 2 | INT 1 | INT 2 | SCZ 1 | SCZ 2 | VCA 1 | VCA 2 | GOI 1 | GOI 2 | GOI 1 | GOI 2 | BRA 1 | BRA 2 | NC†    | 0†       |

- 太字はポールポジション、斜字はファステストラップ。(key)
- † : ゲストドライバーとしての出走であるため、ポイントは加算されない。

### フォーミュラ・リージョナル・アジアン・チャンピオンシップ
| 年                | エントラント                  | 1        | 2       | 3       | 4       | 5         | 6       | 7     | 8     | 9     | 10    | 11    | 12    | 13    | 14    | 15    | DC   | ポイント |
| ----------------- | ----------------------------- | -------- | ------- | ------- | ------- | --------- | ------- | ----- | ----- | ----- | ----- | ----- | ----- | ----- | ----- | ----- | ---- | -------- |
| 2022年 （英語版） | 3Y・バイ・R-ace GP （英語版） | ABU 1 10 | ABU 2 1 | ABU 3 6 | DUB 1 6 | DUB 2 Ret | DUB 3 8 | DUB 1 | DUB 2 | DUB 3 | DUB 1 | DUB 2 | DUB 3 | ABU 1 | ABU 2 | ABU 3 | 14位 | 46       |

- 太字はポールポジション、斜字はファステストラップ。(key)

### FIA フォーミュラ3選手権
| 年     | エントラント            | 1          | 2         | 3         | 4         | 5         | 6         | 7         | 8         | 9          | 10        | 11        | 12        | 13        | 14        | 15          | 16         | 17        | 18        | DC  | ポイント |
| ------ | ----------------------- | ---------- | --------- | --------- | --------- | --------- | --------- | --------- | --------- | ---------- | --------- | --------- | --------- | --------- | --------- | ----------- | ---------- | --------- | --------- | --- | -------- |
| 2023年 | トライデント （英語版） | BHR SPR 19 | BHR FEA 1 | MEL SPR 6 | MEL FEA 1 | MON SPR 6 | MON FEA 5 | CAT SPR 4 | CAT FEA 4 | RBR SPR 10 | RBR FEA 2 | SIL SPR 2 | SIL FEA 6 | HUN SPR 2 | HUN FEA 7 | SPA SPR Ret | SPA FEA 11 | MNZ SPR 2 | MNZ FEA 5 | 1位 | 164      |

- 太字はポールポジション、斜字はファステストラップ。(key)

### FIA フォーミュラ2選手権
| 年     | エントラント                      | 1         | 2         | 3          | 4           | 5           | 6           | 7         | 8         | 9         | 10        | 11        | 12         | 13        | 14        | 15        | 16        | 17         | 18        | 19         | 20        | 21        | 22        | 23        | 24        | 25        | 26        | 27        | 28        | DC  | ポイント |
| ------ | --------------------------------- | --------- | --------- | ---------- | ----------- | ----------- | ----------- | --------- | --------- | --------- | --------- | --------- | ---------- | --------- | --------- | --------- | --------- | ---------- | --------- | ---------- | --------- | --------- | --------- | --------- | --------- | --------- | --------- | --------- | --------- | --- | -------- |
| 2024年 | インビクタ・レーシング （英語版） | BHR SPR 6 | BHR FEA 5 | JED SPR 10 | JED FEA Ret | MEL SPR Ret | MEL FEA Ret | IMO SPR 6 | IMO FEA 2 | MON SPR 2 | MON FEA 8 | CAT SPR 5 | CAT FEA 10 | RBR SPR 4 | RBR FEA 1 | SIL SPR 4 | SIL FEA 6 | HUN SPR 16 | HUN FEA 4 | SPA SPR 10 | SPA FEA 2 | MNZ SPR 8 | MNZ FEA 1 | BAK SPR 5 | BAK FEA 4 | LSL SPR 5 | LSL FEA 3 | YMC SPR 2 | YMC FEA 2 | 1位 | 214.5    |

- 太字はポールポジション、斜字はファステストラップ。(key)

### フォーミュラ1
| 年     | エントラント                  | シャシー | エンジン                    | 1       | 2        | 3      | 4      | 5      | 6         | 7      | 8      | 9      | 10     | 11    | 12      | 13    | 14    | 15  | 16  | 17  | 18  | 19  | 20  | 21  | 22  | 23  | 24  | WDC   | ポイント |
| ------ | ----------------------------- | -------- | --------------------------- | ------- | -------- | ------ | ------ | ------ | --------- | ------ | ------ | ------ | ------ | ----- | ------- | ----- | ----- | --- | --- | --- | --- | --- | --- | --- | --- | --- | --- | ----- | -------- |
| 2025年 | ステーク （キック・ザウバー） | C45      | フェラーリ 066/12 1.6L V6 t | AUS Ret | CHN 1418 | JPN 19 | BHR 18 | SAU 18 | MIA Ret15 | EMI 18 | MON 14 | ESP 12 | CAN 14 | AUT 8 | GBR Ret | BEL 9 | HUN 6 | NED | ITA | AZE | SIN | USA | MXC | SÃO | LVG | QAT | ABU | 17位* | 14*      |

- 太字はポールポジション、斜字はファステストラップ。(key)
- * : 現状の今シーズン順位。